# SV Rhenania 05 Würselen
Maillots
Le SV Rhenania 05 Würselen est un club allemand de football localisé à Würselen, près d’Aix-la-Chapelle, en Rhénanie-du-Nord-Westphalie.

## Histoire
Le club fut fondé le 10 août 1905. La priorité du club est avant tout la vie social et le divertissement avant la performance sportive.
À ses débuts, le club se heurta à certaines inimitiés, venant principalement du monde religieux. L’Ouest de Rhénanie-du-Nord-Westphalie entre la région de Cologne et la frontière belge est surtout de confession catholique. À cette époque, la pratique du sport, donc du football, n’est possible que le seul jour libre: le dimanche, traditionnellement réservé à l’Église.
En fin d’année 1905, le SV Rhenania 05 Würselen joua son premier match, et le remporta (2-1) contre le FC Aldenhoven.
En 1907, le club s’affilia à la Rheinisch-Westfälischen Spielverband (qui devint plus tard Westdeutscher Spiel-Verband). Le terrain du cercle se trouvait au Kaningsberg pour ses premiers championnats dans une ligue appelée au C-Klasse.
Eb 1910, le club jaune et noir remporta son premier titre en battant Alemannia Köln (3-2).
Avec le temps, le cercle dut faire face à la concurrence de clubs de plus en plus nombreux. Le site du Kaningsberg, surnommé Monte Kanino, moins bien situé accueillit de moins en moins de spectateurs.
Avec l’aide de Josef Necke, le 21 août 1921, le club déménagea,am Lindenplatz où se trouvent encore ses installations de nos jours. Le club s’était bien développé et connut ses premiers succès dans les ligues régionales.
En 1929, sous la Présidence de Kasper Karhausen, le SV Rhenania 05 remporta sa ligue et monta en 2. Bezirksliga. Le club géra bien sa promotion et remporta un nouveau titre et une nouvelle montée la saison suivante vers la 1. Bezirksliga, à cette époque la plus haute division allemande. Pour rappel, chaque fédération régionale disposait généralement de plusieurs séries dites Höchste Klasse (plus haute division) dont les champions se disputaient le titre régional et gagnait leur accès au tour final national.
À partir de 1933, les compétitions furent réformées selon les exigences des Nazis qui arrivèrent au pouvoir en mars de cette année. Rhenania Würselen resta compétitif et au terme de la saison 1936-1937, il accéda à la Gauliga Mittelrhein, une des seize ligues instaurées par le régime hitlérien. Sans oublier les horribles et tragiques conséquences humaines et sociales qui découlèrent de ce régime totalitaire, d’un point de vue sportif, c’est un grand souvenir pour le club qui monta ainsi dans une série équivalent à une D1 actuelle.
Le SV Rhenania 05 Würselen évolua quatre saisons consécutives en Gauliga puis fut relégué une année avant d’y rejouer un championnat en 1941-1942. La remontée avait permise par la scission de la ligue en deux compétitions distinctes: Gauliga Aachen/Köln et la Moselland. Le Rhenania 05 rejoua dans la première citée.
En 1945, le club fut dissous par les Alliés, comme tous les clubs et associations allemands (voir Directive n°23). Sous l’impulsion de Peter Queck, de Johann Simons de Willy Franken, et de quelques autres anciens membres, le club fut rapidement reconstitué.
Deux ans plus tard, il remporta son groupe de la Fußballverbandes Mittelrhein puis gagna le tour final et accéda, en vue de la saison 1948-1949, à l’Oberliga West, une des cinq ligues instaurées par la DFB et équivalent à une D1.
Le Rhenania Würselen y joua deux saisons puis redescendit et évolua en 2. Oberliga West jusqu’en 1956. Ensuite, le club retourna au 3e niveau de la hiérarchie, la Verbandsliga.
Après la création de la Bundesliga, en 1963, le club n’apparut jamais au 2e niveau qui était devenu la Regionalliga West.
Au fil des saisons, le SV Rhenania 05 régressa dans une structure pyramidale qui prit petit à petit sa forme actuelle. Le club joua en Verbandsliga, puis en Landesliga et enfin en Bezirksliga.
Cinq matches avant la fin de saison 1989-1990, le Rhenania 05 fut sacré champion de la Bezirksliga Aachen loin devant le Schwarz-Rot Aachen. C’était le premier titre depuis près de quatre décennies. Deux ans plus tard, le club obtint une nouvelle montée après un match de barrage remporté contre le Borussia Köln-Kalk. Rhenania 05 Würselen revint ainsi en Verbandsliga Mittelrhein, soit le niveau 4 du football allemand mais seulement le 2e du point de vue Amateur. Près de 1.200 supporters accompagnèrent l’équipe à Oberaußem bei Bergheim où se jouait le match décisif. Après leur victoire (3-0), les joueurs défilèrent dans un cortège de voiture décapotable dans le centre de la petite ville de Würselen !
Le club poursuivit sa remontée et au terme de la saison 1996-1997, le SV Rhenania 05 Würselen, dirigé par Winnie Hannes décrocha la montée en  Oberliga Nordrhein. Cette ligué était devenue le Niveau 4 depuis l’instauration des Regionalligen au 3e étage en 1994.
Le Rhenania 05 réussit une excellente saison qu’il termina vice-champion, neuf points derrière le SV Bayer 04 Leverkusen II. L’équipe Première du Bayer étant en Bundesliga, sa Réserve put monter en Regionalliga West-Südwest, au grand dam de Würselen.
Le SV Rhenania 05 paya un lourd tribut à cette remontée de quatre niveaux en quelques saisons. Durant le championnat 1998-1999, le club endetté se retrouva dans l’impossibilité de payer ses créanciers. La crise couva car la faillite tout comme la menace de dissolution était importante. Finalement, les responsables politiques sauvèrent le club mais celui du déclarer forfait en Oberliga et retomba tout en bas de l’échelle.

## Palmarès
- Champion de la Landesliga: 1949.
- Vice-champion de la Landesliga: 1975, 1993.
- Champion de la Bezirksliga: 1990.
- Vice-champion de la Bezirksliga: 1988.
- Champion de la Verbandsliga: 1997.
- Vice-champion de Oberliga Nordrhein: 1998.